# Codex Mendoza

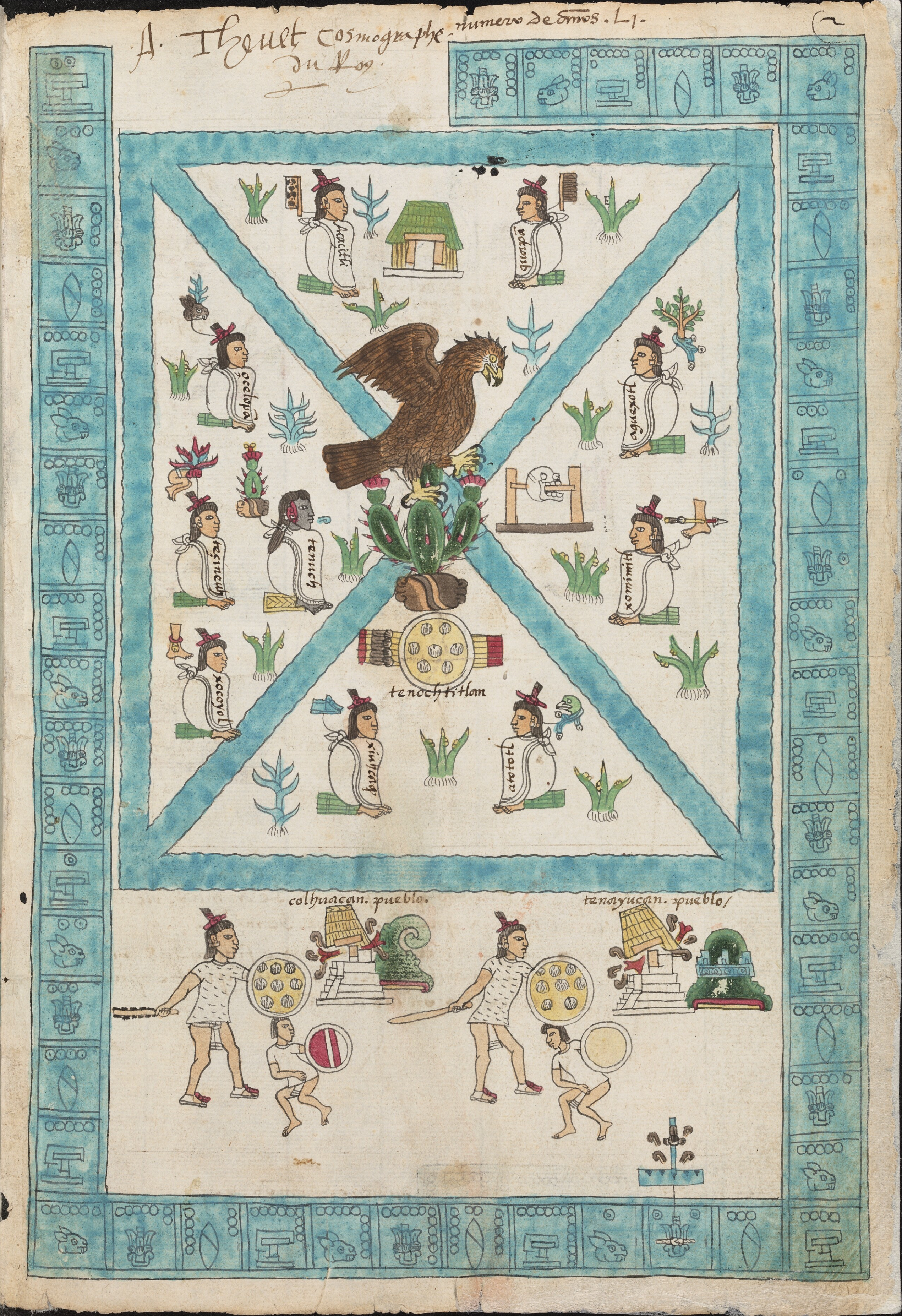
De eerste pagina van de Codex Mendoza

De Codex Mendoza is een Azteekse codex, geschreven twintig jaar na de Spaanse verovering van Mexico, met de bedoeling dat keizer Karel V, die tevens koning Karel I van Spanje was, het zou zien. De codex bevat een geschiedenis van de Azteekse heersers en hun veroveringen, een lijst met contributies betaald door de veroverde steden en een beschrijving van het dagelijks Azteekse leven. Het is getekend in traditionele Azteekse pictogrammen en voorzien van Spaanse verklaringen en commentaar.
De codex is vernoemd naar Antonio de Mendoza, de toenmalige onderkoning van Nieuw-Spanje, die waarschijnlijk de opdracht tot vervaardiging gaf. Het handschrift is ook wel bekend als de Codex Mendocino en La colección Mendoza. Sinds 1659 wordt de Codex Mendoza bewaard in de Bodleian Library van de Universiteit van Oxford.

## Historie
De Codex Mendoza werd haastig gecreëerd in Mexico-Stad, om per schip naar Spanje gestuurd te worden. De vloot werd echter aangevallen door Franse piraten. De codex werd samen met de rest van de buit naar Frankrijk gebracht. Daar kwam het boek in het bezit van André Thévet, de cartograaf van Hendrik II van Frankrijk, die zijn naam op vijf plekken in de codex schreef, tweemaal met de datum 1553. Het werd later gekocht door de Engelsman Richard Hakluyt voor 20 Franse Franken. Ergens na 1616 kwam het document in het bezit van Samuel Purchase, later van diens zoon en nadien in handen van John Selden.
De codex werd uiteindelijk in 1659 gedeponeerd in de Bodleian Library van de Universiteit van Oxford, vijf jaar na Seldens dood, waar het in de vergetelheid raakte tot 1831 toen het handschrift werd herontdekt door de Burggraaf van Kingsborough en onder de aandacht van wetenschappers gebracht.

## Inhoud
Geschreven op Europees papier, het bevat 71 pagina’s, verdeeld over drie secties:
- Sectie I, 16 pagina’s, geeft de geschiedenis weer van de Azteken van 1325 tot 1521 - Van de stichting van Tenochtitlan tot de Spaanse verovering. Verder geeft de lijst de namen weer van elke heerser en steden die door hen worden veroverd.

- Sectie II, 39 pagina’s, geeft een lijst weer van de steden die veroverd zijn door de Azteekse Driebond en de bijdragen die door de steden zijn betaald.

- Sectie III, 16 pagina’s, is een geschilderde weergave van het dagelijkse leven van de Azteken.

### Galerij sectie I

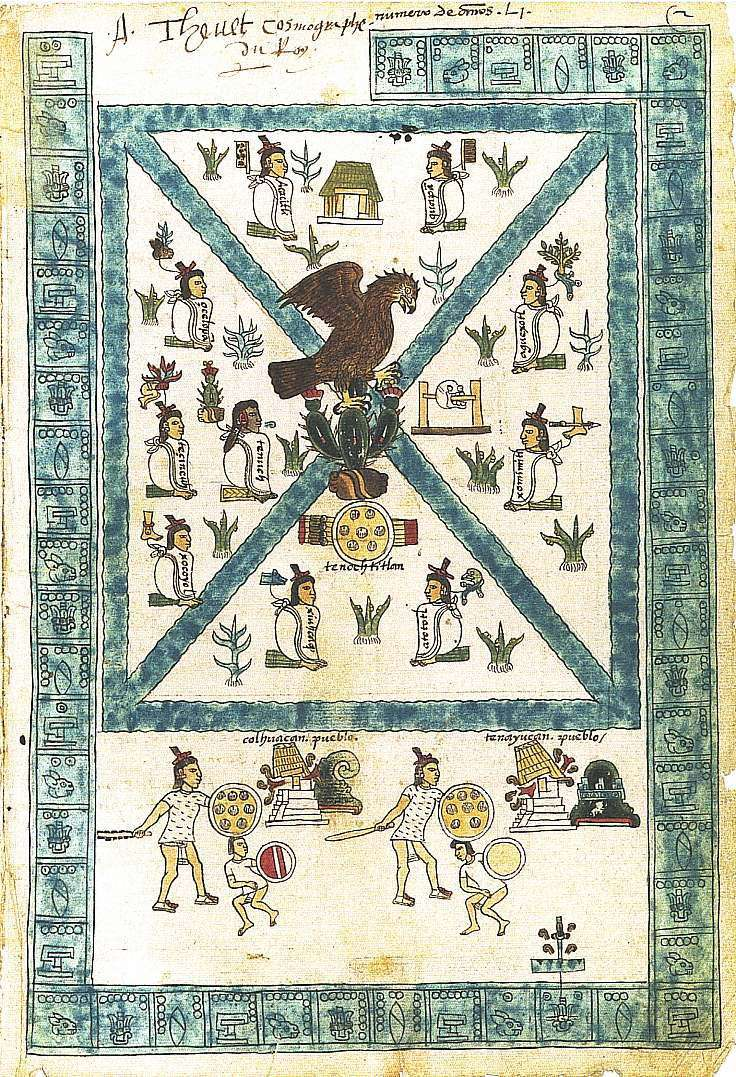
Folium 2 recto Stichting van Tenochtitlan.
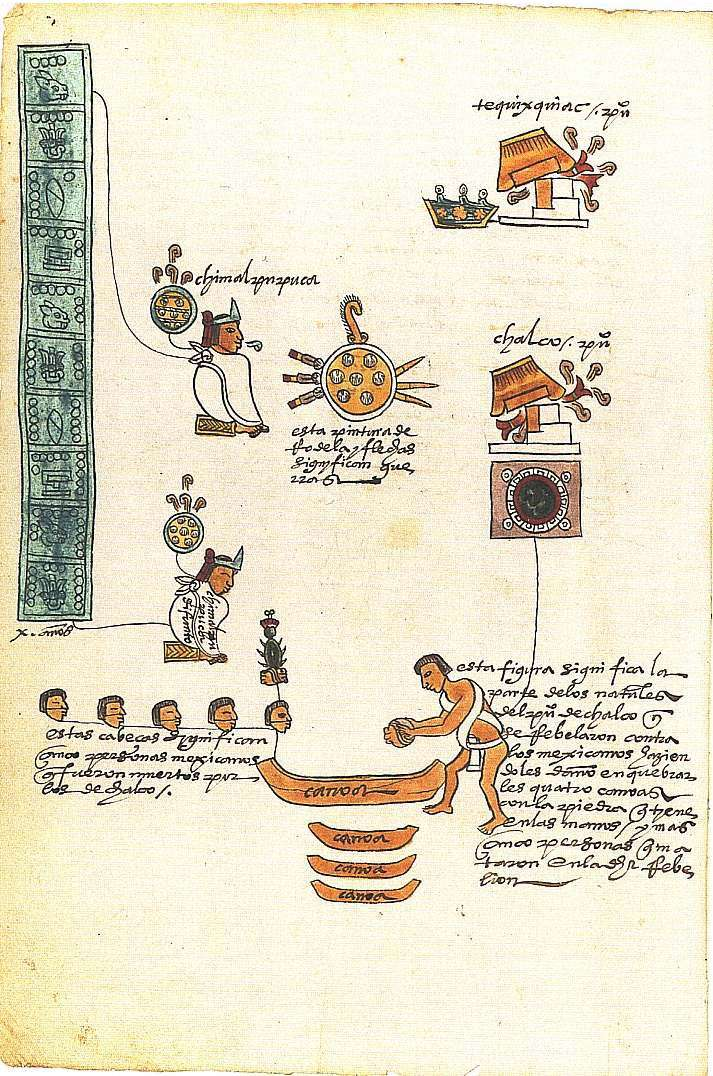
Folium 4 verso Verovering van Chimalpopoca.
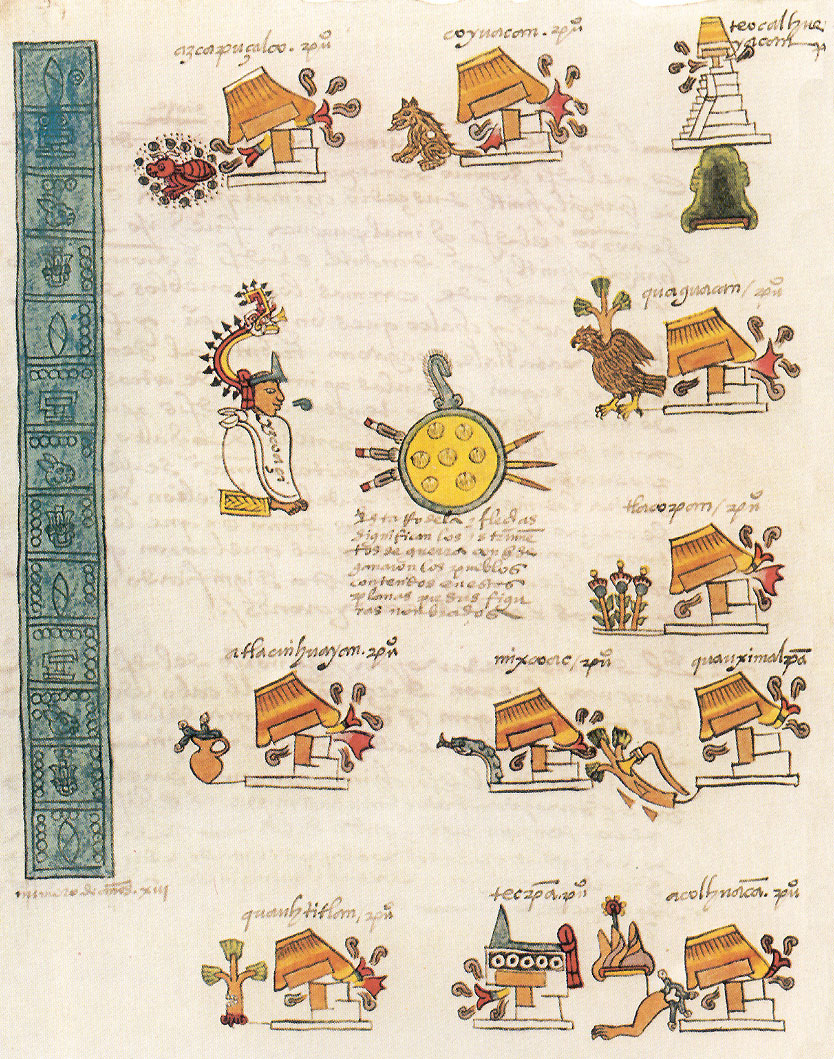
Folium 5v Verovering van Itzcoatl.
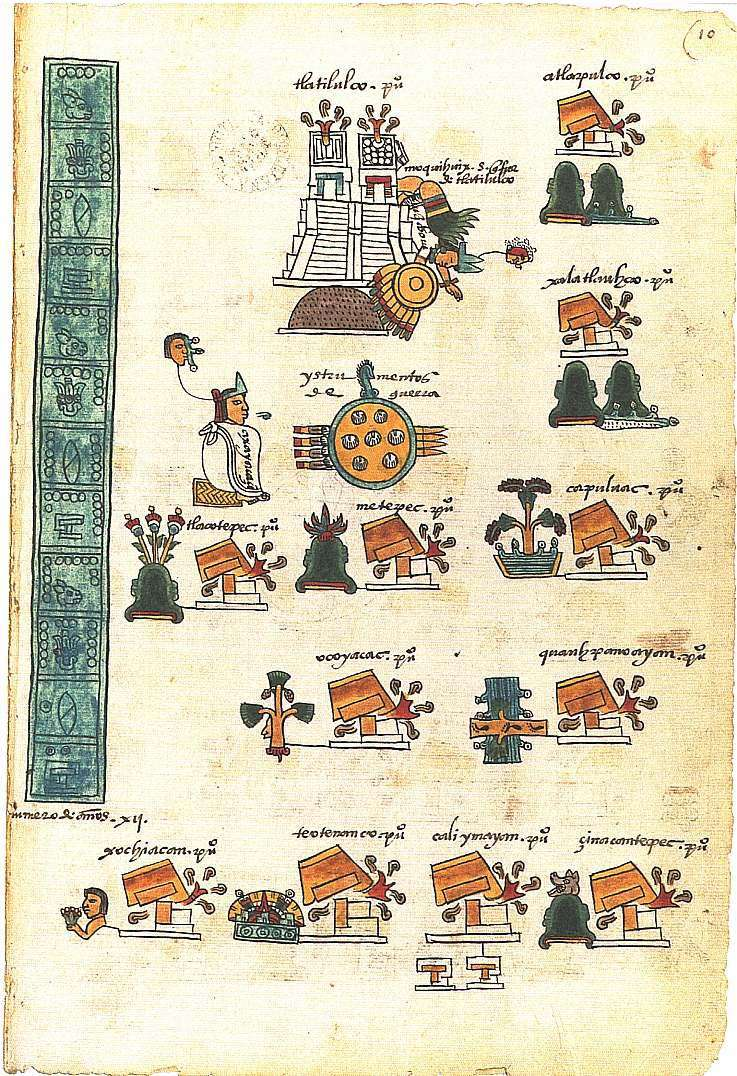
Folium 10r Verovering van Axayacatl.
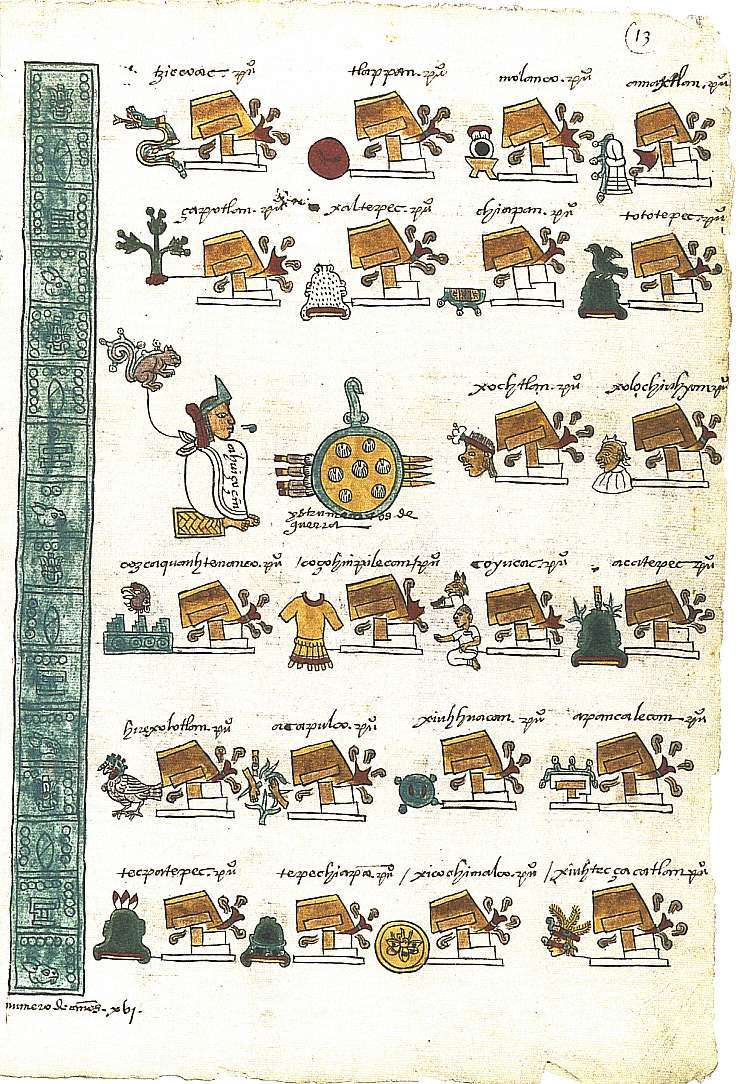
Folium 13r Verovering van Ahuitzotl.

### Galerij sectie II

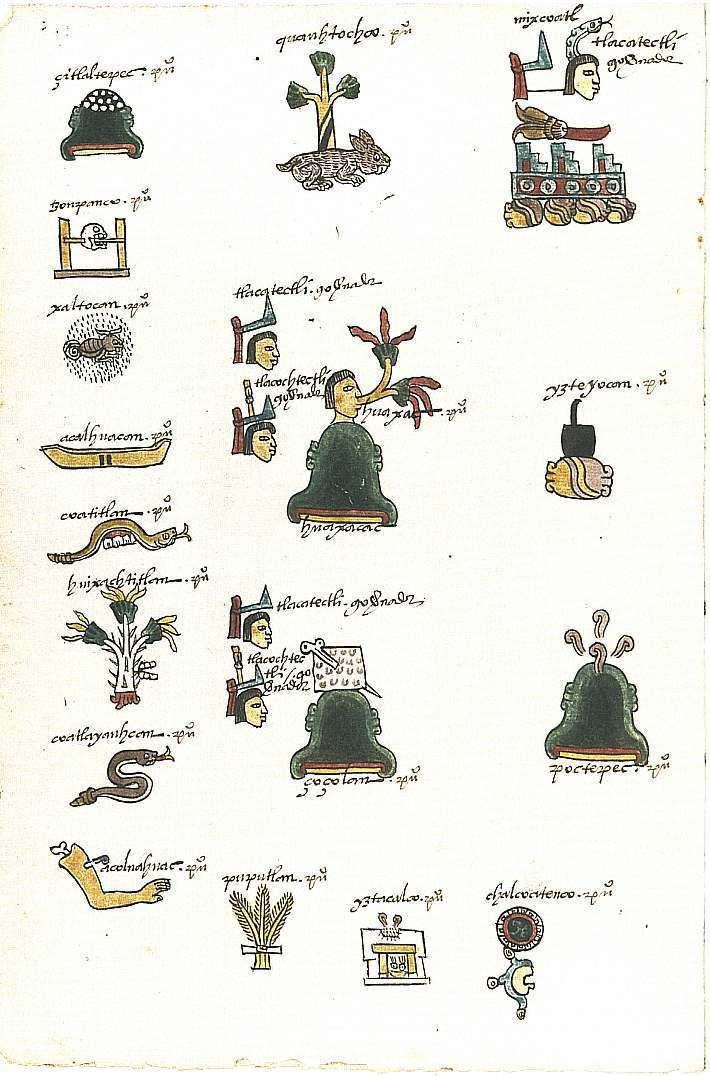
Folium 17v
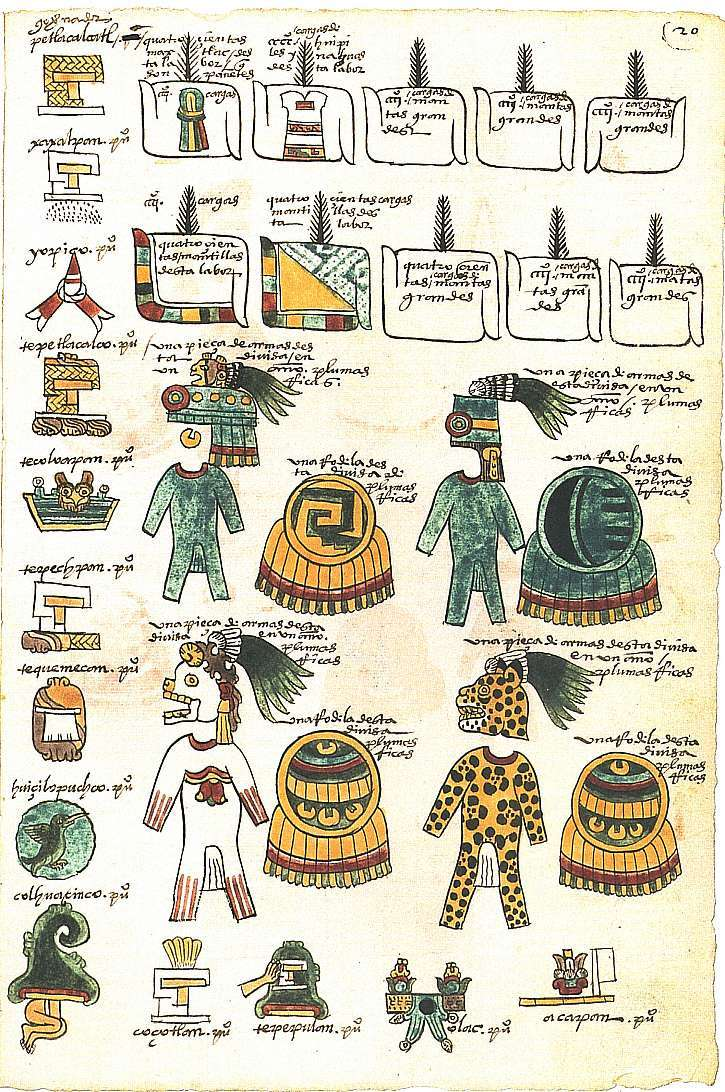
Folium 20r
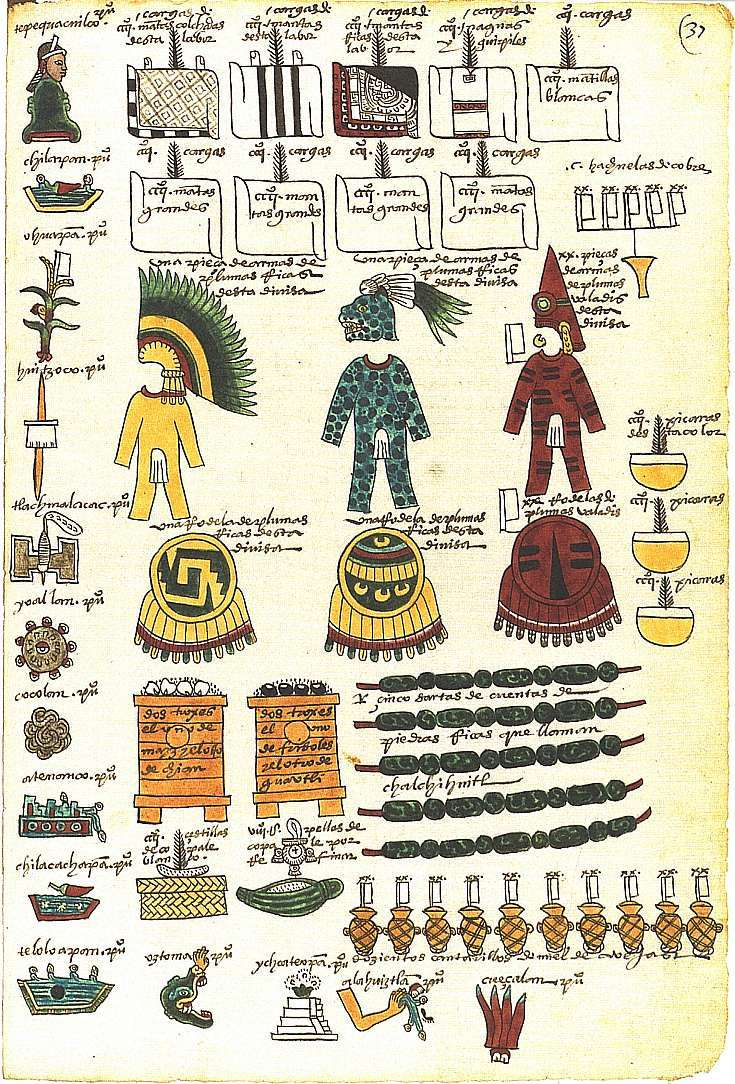
Folium 37r
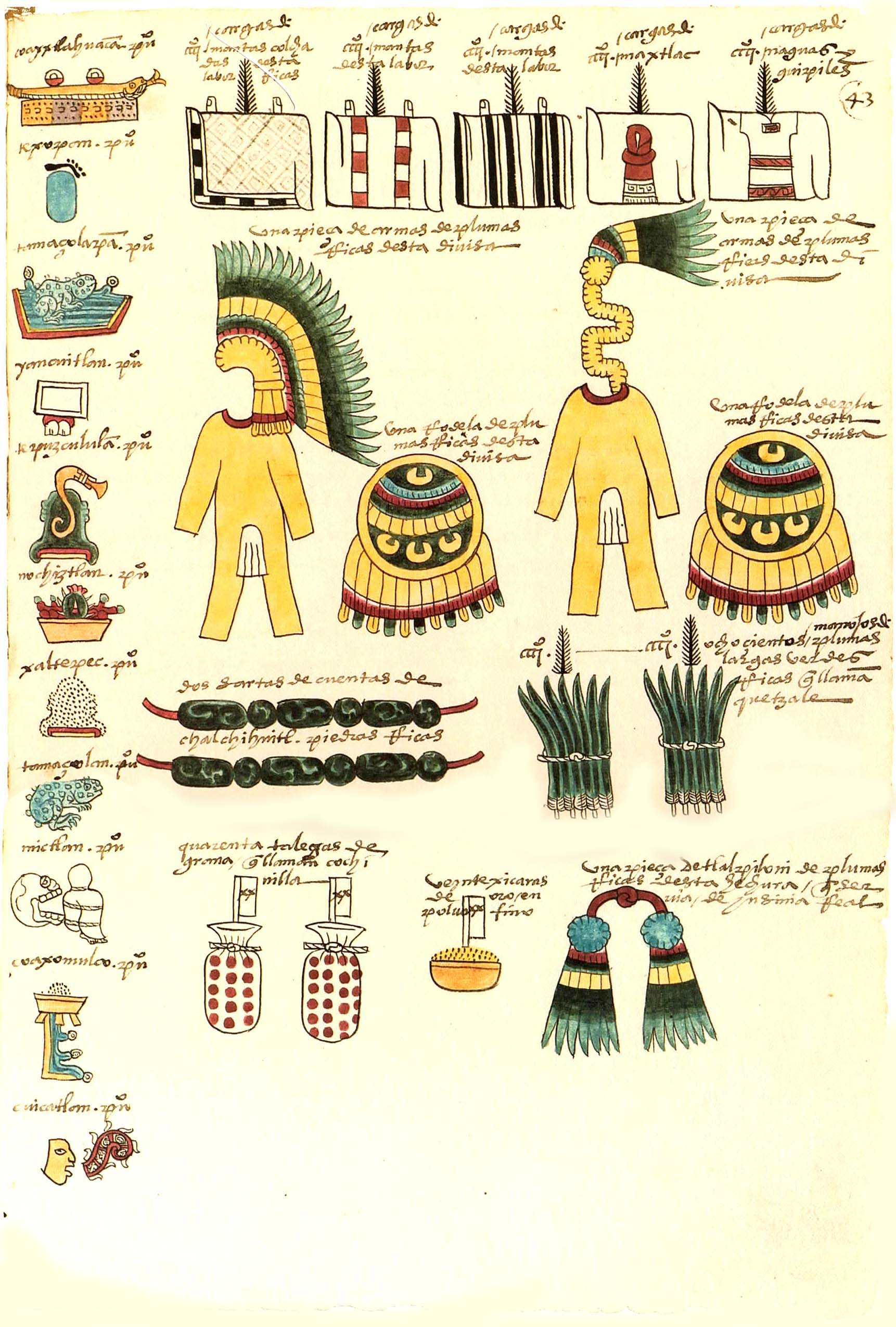
Folium 43r
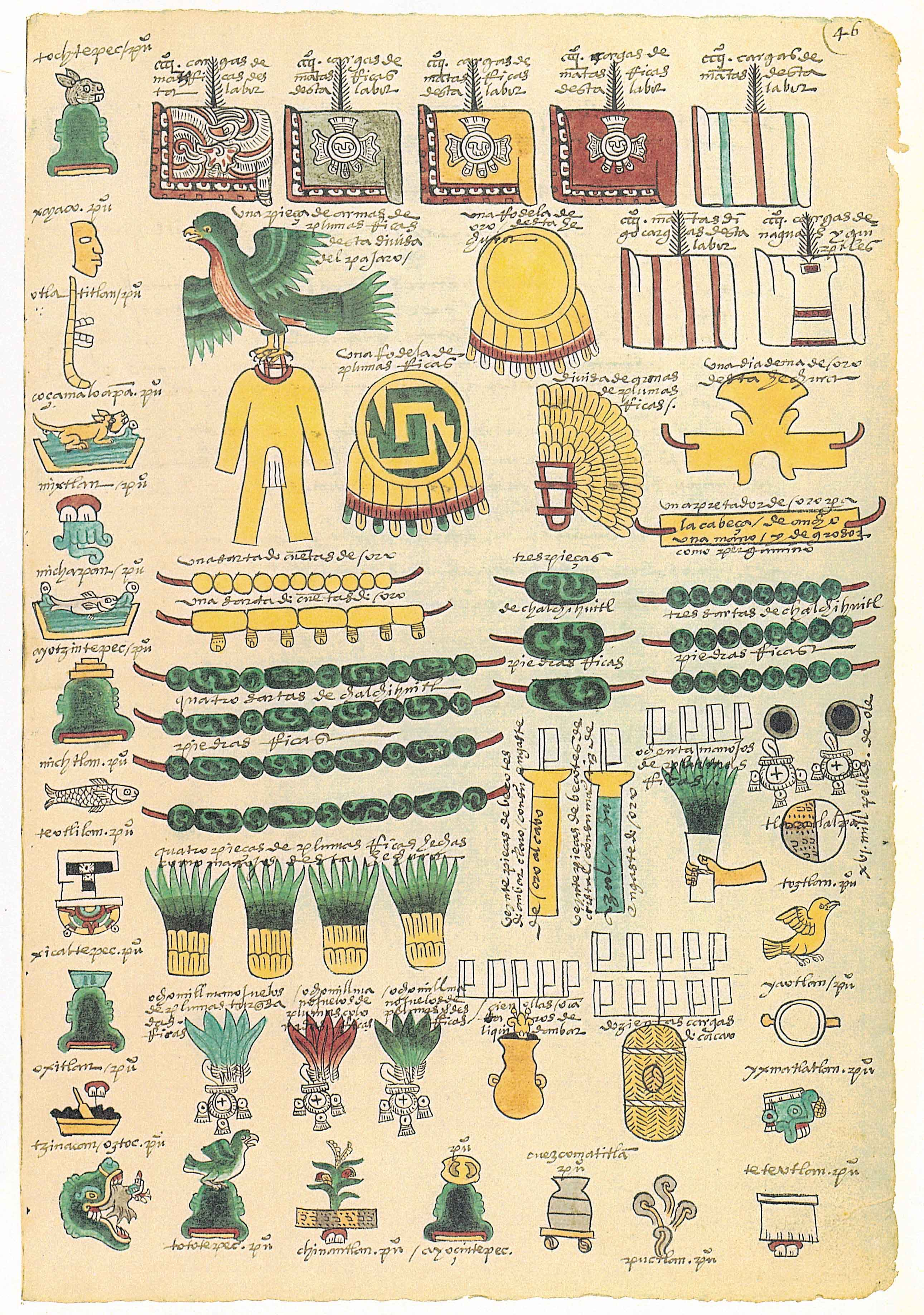
Folium 46r
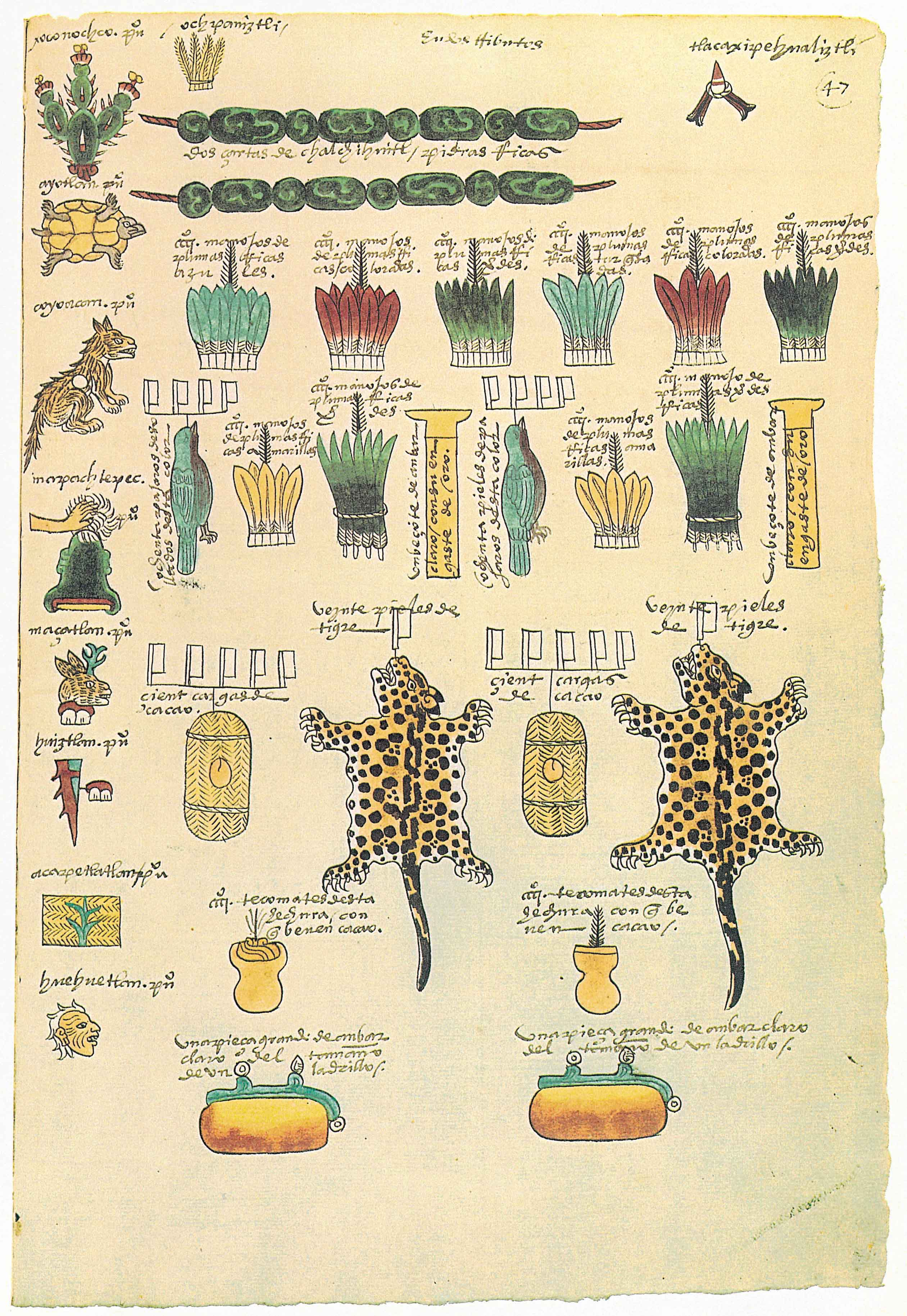
Folium 47r
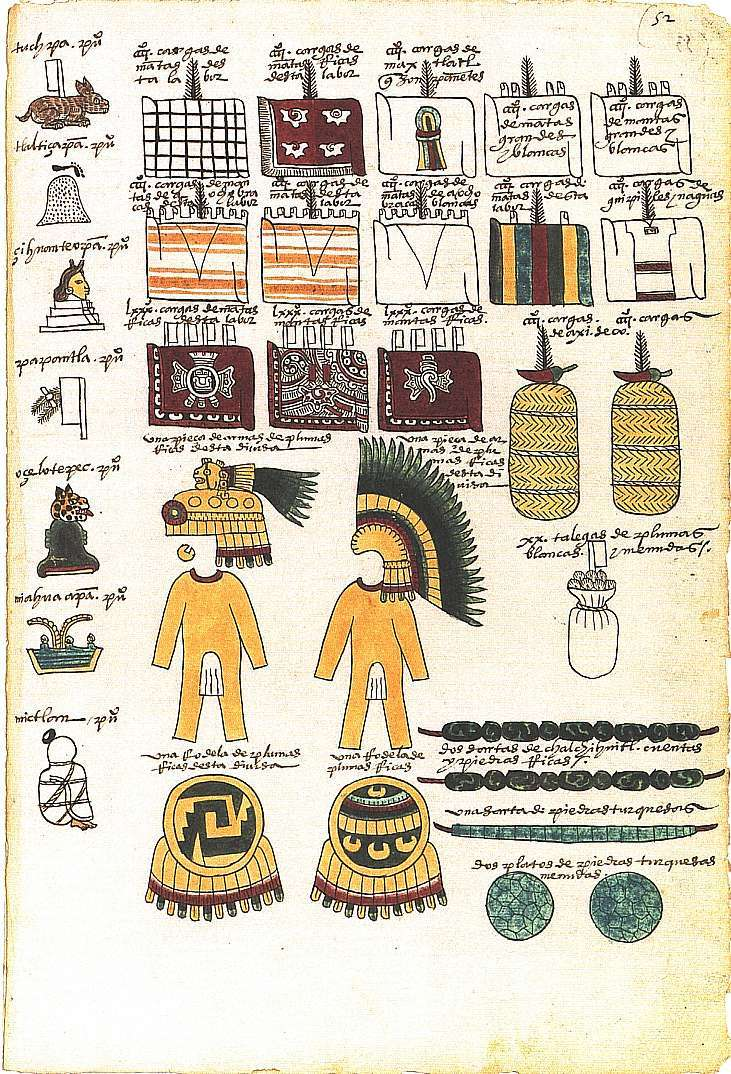
Folium 52r

### Galerij sectie III

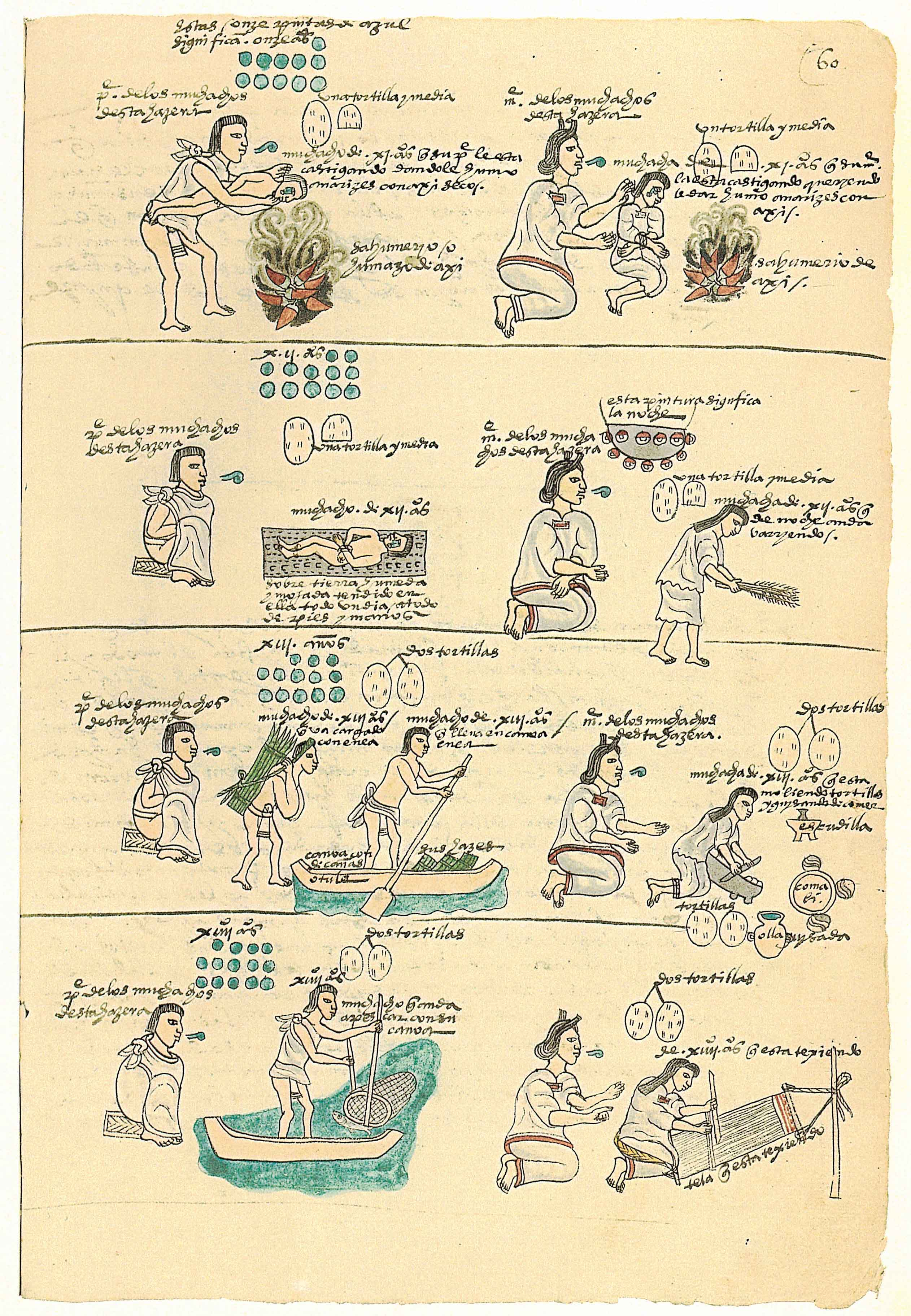
Folium 60r Straffen en klusjes voor kinderen van 11 tot 14.
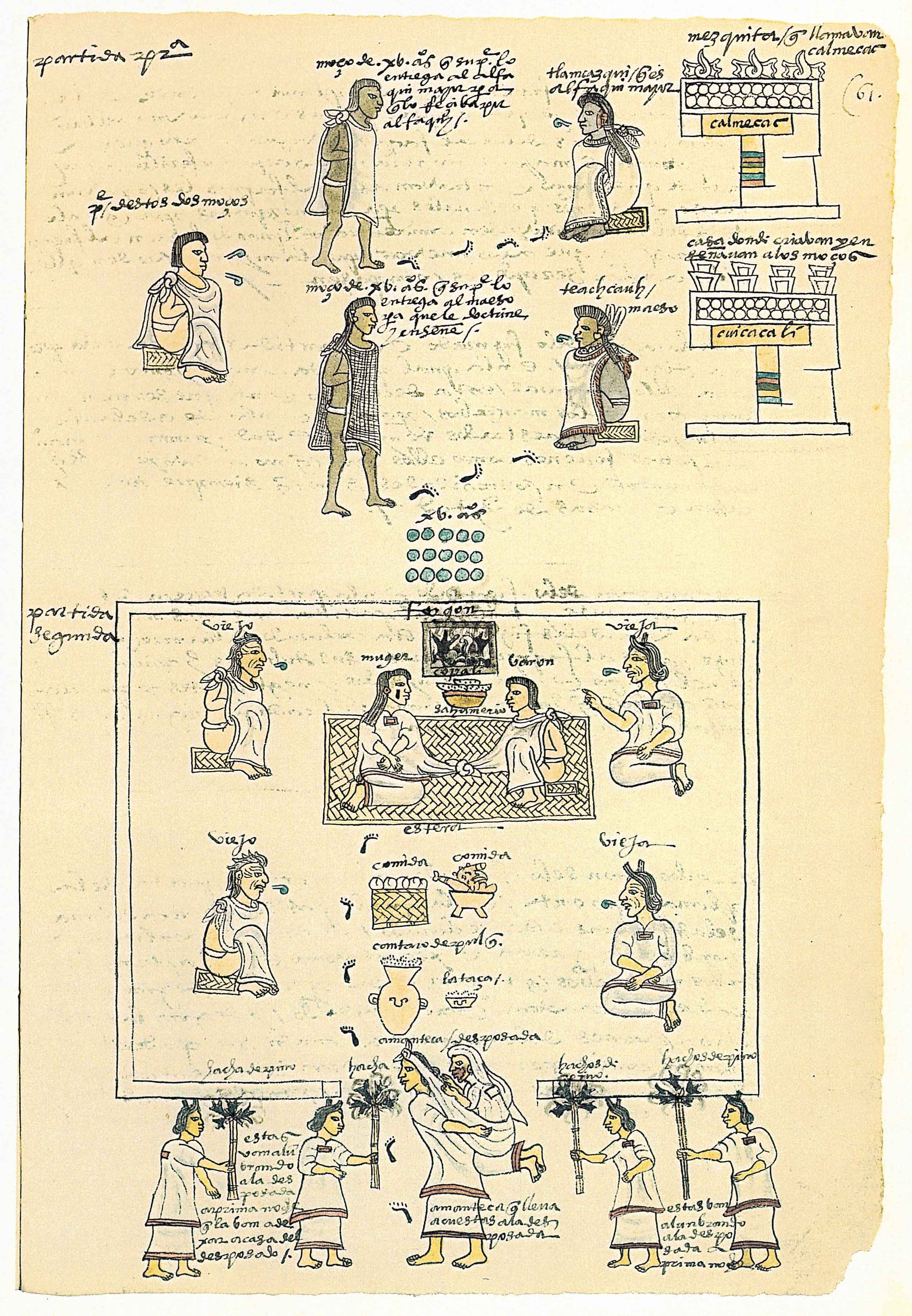
Folium 61r (boven) 15-jarige jongens beginnen met training voor het leger of het priesterschap. (onder) Een 15-jarig meisje gaat trouwen.
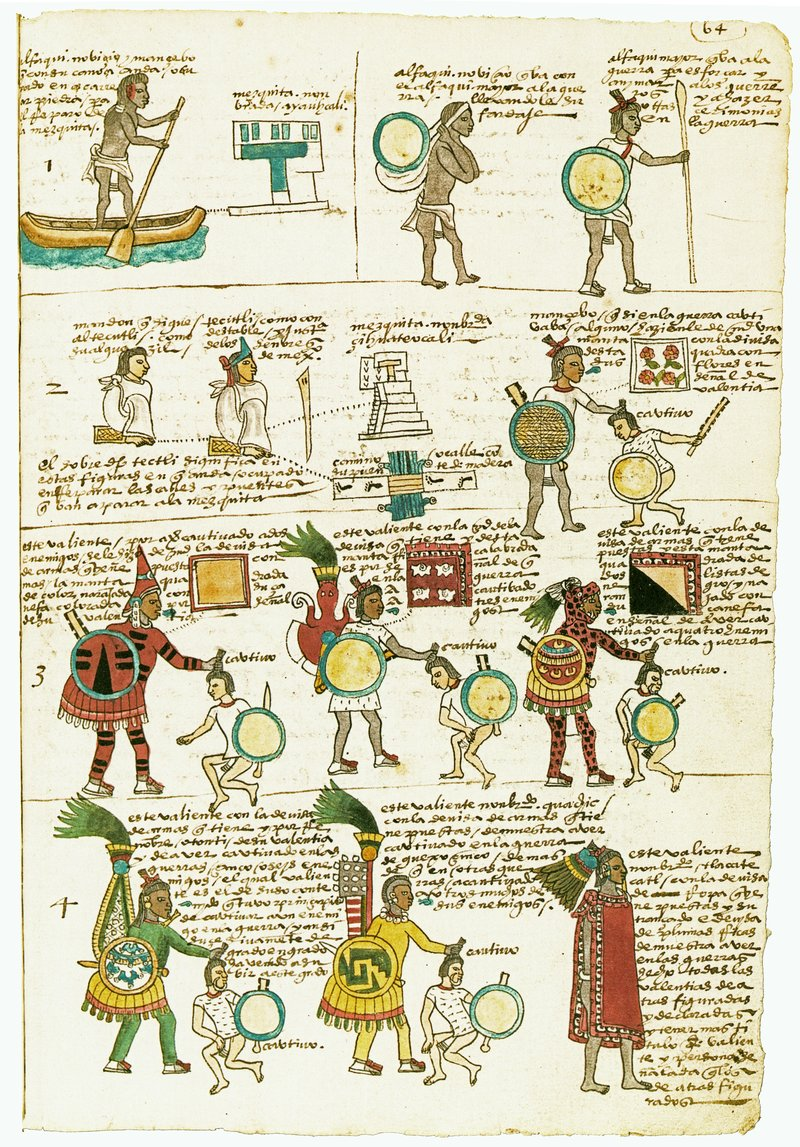
Folium 64r (boven) Taken van een leerling-priester. (onder) De toekenning van rangen aan krijgers.
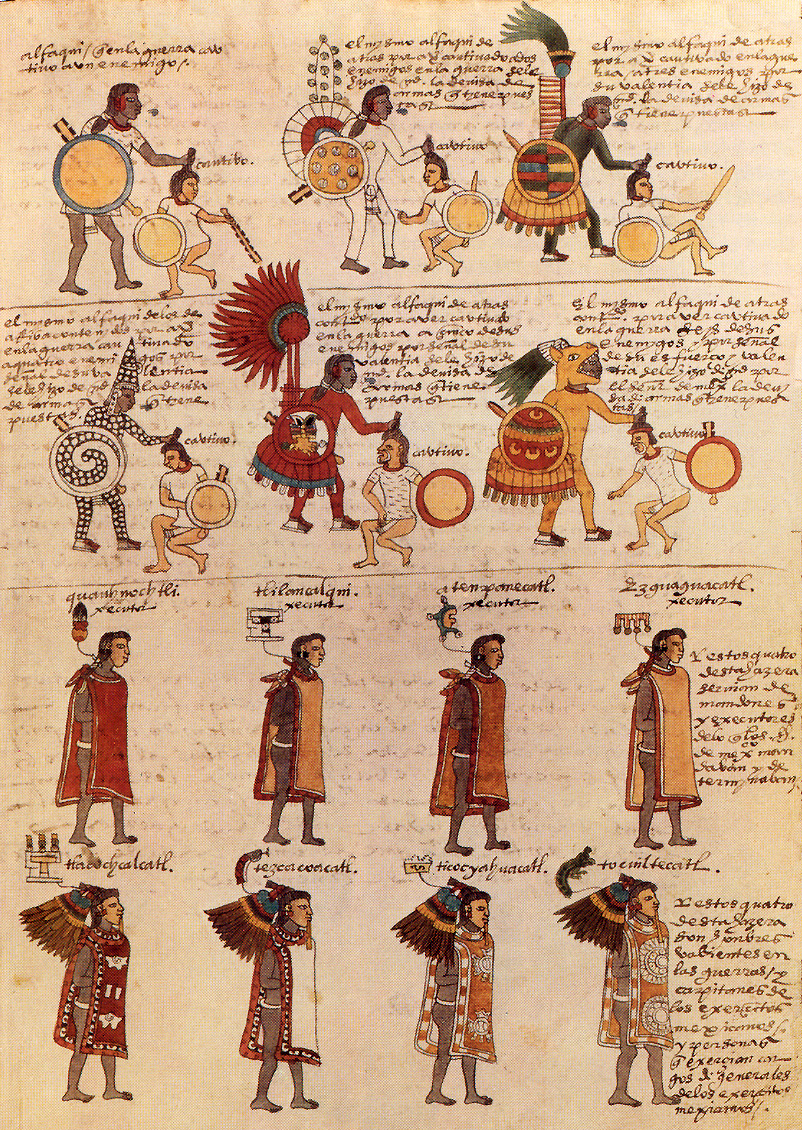
Folium 65r (boven) De toekenning van rangen aan priester-strijders. (onder) Keizerlijke officieren.
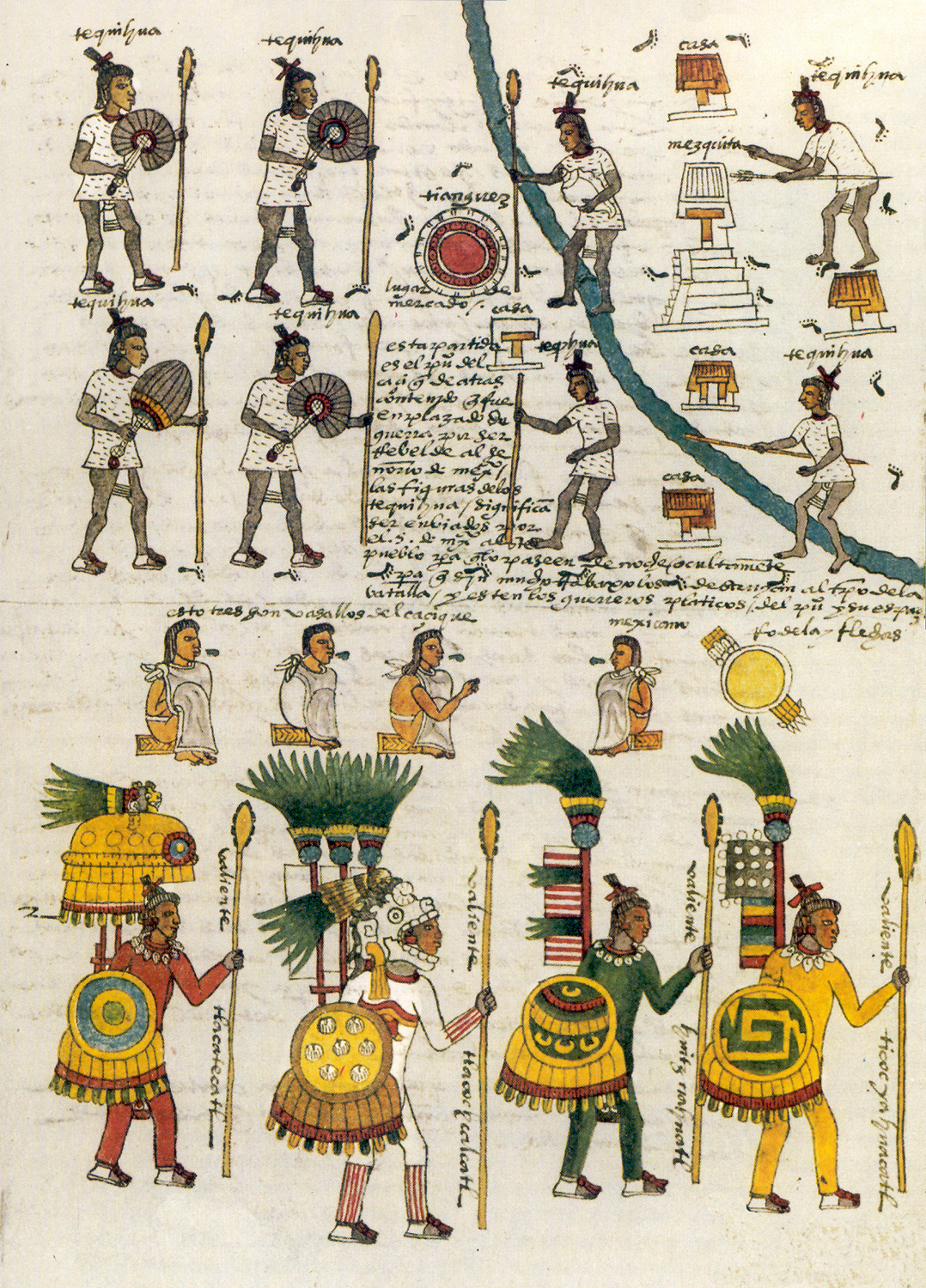
Folium 67r (boven) De strijders verkennen een stad bij nacht als voorbereiding op een aanval. (midden) Onderhandelingen na overgave. (onder) Hoog geplaatste commandanten.
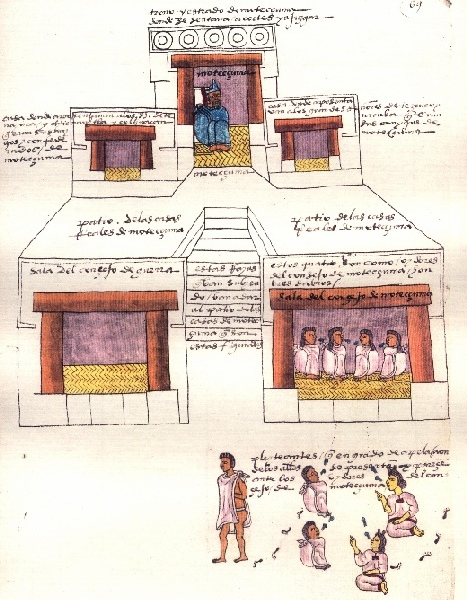
Folium 69r Moctezuma's paleis.